# Retroacizzia mopani
Retroacizzia mopani är en insektsart som först beskrevs av Franklin William Pettey 1925.  Retroacizzia mopani ingår i släktet Retroacizzia och familjen rundbladloppor. Inga underarter finns listade i Catalogue of Life.